# Amy Hempel
Amy Hempel (Chicago, 14 dicembre 1951) è una scrittrice e giornalista statunitense.

## Biografia
Originaria di Chicago, Illinois vive attualmente a New York dove svolge l'attività di coordinatore del corso di scrittura presso il Brooklyn College.
Insegna inoltre scrittura creativa presso l'Università di Princeton.
Chuck Palahniuk ha scritto «Ogni frase non è solo cesellata, è torturata. Ogni frase e battuta ... è qualcosa di divertente o di così profondo che Te la ricorderai per anni».
Nel 2006 le venne conferita la borsa di studio USA Ford Fellow dalla United States Artists, nel 2007 vince l'Ambassador Book Award per la raccolta di racconti brevi "Collected Stories" e nel 2008 vinse il Rea Award for the Short Story.

## Opere
- Ragioni di vivere (Reasons to Live, 1985), traduzione di Ettore Capriolo, Milano, Serra e Riva Editori, 1986.
- Alle porte del regno animale (At the Gates of the Animal Kingdom, 1990), traduzione di Ennio Valentino, Milano, Serra e Riva Editori, 1990, ISBN 88-7798-044-3
- Tumble Home, 1997
- The Dog of the Marriage: Stories, 2005
- Ragioni per vivere: tutti i racconti (The Collected Stories od Amy Hempel, 2006), trad. di Silvia Pareschi, Collana Scrittori italiani e stranieri, Milano, Mondadori, 2009, ISBN 978-88-04-59247-1; Milano, SEM, 2019, ISBN 978-88-939-0127-7; Collana Universale Economica Feltrinelli, 2022, ISBN 978-88-939-0475-9.
- Nessuno è come qualcun altro. Storie americane (Sing to It, 2019), trad. di Silvia Pareschi, Milano, SEM, 2019, ISBN 978-88-93-9020-45.

### Curatele
- Unleashed: Poems by Writers' Dogs, curatela con Jim Shepard, 1999.
- New Stories from the South 2010: The Year's Best, curatela con Kathy Pories, Chapel Hill, N.C. : Algonquin Books of Chapel Hill, 2010.